# Arichanna conspersa
Arichanna conspersa là một loài bướm đêm trong họ Geometridae.